# Partito Comunista dell'Ucraina
Il Partito Comunista dell'Ucraina (in ucraino: Комуністи́чна па́ртія Украї́ни, КПУ, Komunistična partija Ukrajiny, KPU) è un partito politico ucraino di orientamento marxista-leninista costituitosi nel 1993 sulle ceneri della sezione ucraina del Partito Comunista dell'Unione Sovietica, al governo del Paese fino al 1991.
Dopo la sua messa al bando, decretata nel dicembre del 2015, il KPU opera in clandestinità.
È guidato da Petro Symonenko.

## Storia
Il partito fece il suo debutto alle elezioni parlamentari del 1994, in cui si attestò come la prima forza politica del Paese conseguendo il 13,57% dei voti e 86 seggi alla Verchovna Rada. Mantenne la maggioranza relativa dei voti alle elezioni parlamentari del 1998, quando raggiunse il 24,65% ottenendo 122 seggi.
Nel 2000 alcune componenti lasciarono il partito dando vita a due diverse formazioni, il «Partito Comunista dell'Ucraina (rinnovato)» (KPU(o)) e il «Partito Comunista degli Operai e dei Contadini» (KPRS). Secondo il KPU, la creazione di tali soggetti politici sarebbe stata sostenuta dal Presidente Leonid Kučma per togliere voti al KPU.
Alle elezioni parlamentari 2002 il KPU segnò un deciso calo scendendo al 19,99% dei voti ed eleggendo 66 deputati: in termini di voti, i comunisti divennero la seconda forza politica, venendo superati dal Blocco Ucraina Nostra, moderato e filo-occidentale, di Viktor Juščenko, nominato primo ministro.
Alle elezioni parlamentari del 2006 il Partito delle Regioni (PR) ottenne la maggioranza relativa dei voti, mentre il KPU crollò al 3,67%. Le posizioni dei due blocchi filo-occidentale e filo-russo rimasero sostanzialmente inalterate: si verificò soltanto una polarizzazione verso il PR nel campo filo-russo e verso il Blocco di Julija Tymošenko nel campo filo-occidentale. Dopo il breve governo della Tymošenko, la guida dell'esecutivo passò a Janukovyč, sostenuto anche dal KPU; si aprì successivamente una grave crisi politica, al termine della quale furono indette nuove elezioni.
Alle elezioni parlamentari del 2007 i comunisti ottennero il 5,39% e 27 deputati, collocandosi all'opposizione del governo guidato dalla Tymošenko.
Alle elezioni politiche del 2012 il KPU ottenne un forte aumento di voti giungendo al 13,18% (+7,8%) dei consensi e 32 seggi, risultato parzialmente penalizzato nell'assegnazione dei seggi dal passaggio da un sistema proporzionale ad uno misto proporzionale-maggioritario.
Le proteste di Euromaidan e la rivoluzione ucraina del 2014 segnarono il declino del partito: in seguito all'annessione della Crimea alla Russia e all'inizio della guerra del Donbass, il KPU perse gran parte del proprio sostegno elettorale, basato soprattutto negli oblast' di Donec'k e di Luhans'k e nella Repubblica Autonoma di Crimea. Inoltre, nella Repubblica Popolare di Donec'k le sezioni locali del KPU diedero vita al Partito Comunista della Repubblica Popolare di Doneck (KPDNR).

Bandiera alternativa

Alle elezioni del 2014 il KPU ottenne il 3,88%, risultando escluso dal parlamento. 
Il partito fu ufficialmente messo al bando il 24 luglio 2015 dalla Corte amministrativa distrettuale di Kiev, in seguito alle leggi sulla decomunistizzazione e con l'accusa di sostenere i separatisti della Repubblica Popolare di Donec'k e della Repubblica Popolare di Luhans'k; il partito ha impugnato la messa al bando davanti alla Corte europea dei diritti dell'uomo.
Nel 2022 Petro Simonenko, presidente del partito prima che venisse bandito, ha sostenuto l'invasione dell'Ucraina, sostenendo che "per proteggere i propri cittadini e garantire la sicurezza nazionale, la Russia non aveva altra scelta se non quella di sferrare un attacco preventivo".

## Risultati elettorali
| Elezione          | Voti      | %     | Seggi     |
| ----------------- | --------- | ----- | --------- |
| Parlamentari 1994 | 3.683.332 | 13,57 | 86 / 450  |
| Parlamentari 1998 | 6.550.353 | 24,65 | 122 / 450 |
| Parlamentari 2002 | 5.178.074 | 19,99 | 57 / 450  |
| Parlamentari 2006 | 929.591   | 3,67  | 21 / 450  |
| Parlamentari 2007 | 1.257.291 | 5,39  | 27 / 450  |
| Parlamentari 2012 | 2.687.269 | 13,18 | 32 / 450  |
| Parlamentari 2014 | 611.923   | 3,88  | 0 / 450   |